# Florence Guggenheim-Grünberg
Florence Guggenheim-Grünberg (geboren 30. August 1898 in Bern; gestorben 14. Februar 1989 in Zürich; heimatberechtigt in Oberendingen) war eine jüdische Aktivistin und Kulturhistorikerin aus der Schweiz. Bleibende Verdienste erwarb sie sich mit der Dokumentation des Surbtaler Jiddischen.

## Familie, Ausbildung und Heirat
Florence’ Vater Adolf Grünberg entstammte einer Metzger- und Viehhändlerfamilie aus der damals noch preussischen Provinz Posen. 1901 siedelte er von Bern nach Zürich über, wo er schon 1914 an Leukämie starb, sodass die Mutter sich und ihre drei Kinder mit einem im Quartier Unterstrass gelegenen Geschäft für Damenwäsche durchbringen musste. Da eine ihrer Lehrerinnen Florence Guggenheim abriet, ihren persönlichen Interessen nachzugehen und Sprachen und Geschichte zu studieren, weil sie als Jüdin wenig Aussicht auf eine Anstellung an der städtischen Töchterschule haben würde, studierte sie an der ETH Zürich von 1918 bis 1923 Pharmazie und promovierte im Jahr 1928.
1928 heiratete sie den ebenfalls in Zürich wohnhaften Henri Guggenheim (1887–1969), dessen Familie aus Endingen stammte – neben dem Nachbardorf Lengnau der einzige Ort in der Schweiz, in denen sich vor 1866 Juden niederlassen durften.

## Forschung
Dank ihrer Heirat musste Guggenheim-Grünberg nicht mehr ihren Beruf als Apothekerin ausüben, sondern konnte ihren persönlichen Interessen nachgehen. Um eine Weiterbildung in Sprache und Geschichte zu erhalten, besuchte sie als Hörerin Vorlesungen an der Universität Zürich. Ihren kleinen Buben nahm sie in einem Körbchen mit.
Ihre 1950 einsetzende, über dreissig Jahre währende Publikationstätigkeit umfasste die Bereiche Geschichte, Genealogie, Sprache und Volkskunde des schweizerischen Judentums. Wissenschaftlich am bedeutendsten sind ihre Beiträge zum schweizerischen Jiddisch, dessen Kenntnisse nun massgeblich auf Guggenheims Forschungen beruhen. Ab 1963 überarbeitete und aktualisierte sie überdies im Auftrag des Israelitischen Gemeindebundes das 1932 abgeschlossene Manuskript Geschichte der Juden in der Schweiz vom 16. Jahrhundert bis nach der Emanzipation von Augusta Weldler-Steinberg und brachte es in zwei Bänden zum Druck.
Für ihr Schaffen erhielt Guggenheim-Grünberg 1972 den Literaturpreis der Salomon-David-Steinberg-Stiftung, und 1979 verlieh ihr die Theologische Fakultät der Universität Zürich den Ehrendoktor. In der Laudatio zum Ehrendoktor hiess es, sie habe ihn bekommen «in Anerkennung ihres wissenschaftlichen Lebenswerkes, der Erforschung der Sprache, Geschichte und Volkskunde des schweizerischen Judentums sowie ihres persönlichen überzeugenden Engagements für ihre Glaubensgenossen in schwerer Zeit».

### Westjiddisch
Auf das Jiddische in Endingen und Lengnau wurde Guggenheim-Grünberg über ihren Mann aufmerksam. Wie dessen Vorfahren war auch er Pferdehändler, und er machte sie mit der jüdischen Mundart des Surbtals vertraut. Als sie an der Schweizerischen Landesausstellung 1939 die Aufnahmen des Phonogrammarchivs der Universität Zürich hörte und zugleich feststellte, dass das von ihrem Mann gelegentlich noch gesprochene Surbtaler Jiddisch fehlte, fasste sie den Beschluss, die jiddischen Ortsdialekte von Endingen und Lengnau einmal auf Schallplatten aufzunehmen und für spätere Generationen zu dokumentieren. Eine erste Schallfolie der Sprache eines Lengnauers hatte das Phonogrammarchiv zwar schon 1934 produziert, und auch für den Sprachatlas der deutschen Schweiz waren Aufnahmen gemacht worden, doch wurden diese bis dahin nicht veröffentlicht. In der Folge nahm sie beim Schweizerischen Idiotikon Kontakt mit Otto Gröger und Clara Stockmeyer, beim Phonogrammarchiv mit Eugen Dieth und Rudolf Brunner und am Deutschen Seminar der Universität Zürich mit Rudolf Hotzenköcherle auf, wo sie überall auf offene Ohren stiess; viel Zuspruch erhielt sie auch von Max Weinreich, dem Leiter des Jiddischen Wissenschaftlichen Instituts in New York. Zwischen 1950 und 1963 nahmen sie und Brunner, unterstützt von Henri Guggenheim, zahlreiche westjiddische Texte auf Tonband auf, sodass das Phonogrammarchiv 1966 unter dem Titel Surbtaler Jiddisch: Endingen und Lengnau. Anhang: Jiddische Sprachproben aus Elsaß und Baden auf zwei von einem Textheft begleiteten Schallplatten eine Auswahl von Aufnahmen besonders des Jiddischen aus dem Surbtal, aber auch des elsässischen und des badischen Jiddisch herausgeben konnte. Da die Texte auch viel Volkskundliches enthalten, sind sie nicht allein sprachliche, sondern auch ethnographische Zeugnisse einer verschwundenen Welt. 1959 erhielt sie vom Deutschen Spracharchiv in Münster/Westfalen den Auftrag, den jiddischen Dialekt des östlich von Schaffhausen liegenden Gailingen am Hochrhein zu beschreiben; diese Arbeit erschien 1961 in der Reihe Lautbibliothek der deutschen Mundarten. Dazu kamen eine Reihe weiterer Publikationen zum Thema, einschliesslich eines auf die Ausdrücke hebräischen und romanischen Ursprungs fokussierenden Wörterbuchs zum Surbtaler Jiddisch (1976 und erneut 1983).
Eine Frucht von Guggenheim-Grünbergs Schaffen war auch ihr westjiddischer Sprachatlas, der 1973 unter dem Titel Jiddisch auf alemannischem Sprachgebiet erschien und, entgegen dem Titel, ein bis weit ins Rheinland, ins Hessische und ins Fränkische ausgreifendes Gebiet abdeckt. Er bildet gewissermassen einen Gegenentwurf zum von Franz J. Beranek 1965 publizierten Westjiddischen Sprachatlas, den Guggenheim stark kritisiert hatte. Für diesen Atlas sammelte Guggenheim-Grünberg von 1950 bis 1970 Daten teils auf direktem, teils auf indirektem Wege, dazu durfte sie die volkskundlichen Daten von Rosa Dukas aus Jerusalem auswerten, und auch Sekundärliteratur wurde beigezogen. Die Verbreitung von Lauten, weniger auch von Formen, Wörtern und Brauchtum, wird auf 56 Punktsymbolkarten präsentiert.
Das Jiddische im Surbtal war zu dieser Zeit schon weitgehend eine Erinnerungssprache; die bis etwa 1890 zur Welt gekommenen Sprecher hatten es noch als Erstsprache gelernt, wogegen die danach Geborenen als «Sekundärsprecher» (das heisst solche, die die Sprache noch von ihren Eltern und Grosseltern kannten) einzustufen waren; am längsten hielt sich Jiddisch als Berufsjargon der Pferde- und Viehhändler. Das schweizerische Westjiddisch hatte sich lange vergleichsweise rein erhalten, was Guggenheim-Grünberg dem grossen sprachstrukturellen Abstand zum Hochalemannischen zuschrieb.

### Geschichte
Guggenheim-Grünberg ging auch der Geschichte der früheren Juden in Zürich und im Aargau nach.
So entdeckte sie, dass im 13. und 14. Jahrhundert an der heutigen Froschaugasse 4 in der Zürcher Altstadt eine Synagoge stand. Guggenheims Rekonstruktionsversuch der Raumverhältnisse sowie der von ihr vermutete Standort der Mikwe, des rituellen Tauchbades, wurden von der wissenschaftlichen Archäologie seither allerdings falsifiziert, da die betroffenen Bauteile aus einer deutlich jüngeren Zeit stammen.
In den 1950er-Jahren fürchtete Guggenheim-Grünberg, dass das «Judenäule», ein Inselchen im Rhein bei Koblenz, das einen alten, im 17. und 18. Jahrhundert genutzten jüdischen Friedhof beherbergte, im Zusammenhang mit der Rheinkorrektur überflutet würde. 1954/1955 entzifferte sie deshalb die Inschriften auf den Grabsteinen und sorgte dafür, dass 14 Grabsteine (der älteste von 1674) sowie die Gebeine von etwa achtzig Verstorbenen auf den jüdischen Friedhof Endingen-Lengnau überführt wurden.
Ein weiterer Fokus ihrer historischen Arbeit war die Genealogie. Eine grosse Bedeutung hatte in diesem Zusammenhang ein Fund, den sie 1967 in der Synagoge von Lengnau machte: Auf alten leinenen Torawickelbändern (im Surbtal nannte man diese Mappes) waren während dreihundert Jahren Namen und Geburtstage eingestickt worden.

## Gesellschaftliches Engagement
Guggenheim-Grünberg setzte sich schon früh aktiv für das Judentum ein. 1919 war sie an der Gründung der «Vereinigung für soziale und kulturelle Arbeit im Judentum» beteiligt, und von 1950 bis 1970 amtierte sie als deren Präsidentin. Von 1930 bis 1936 arbeitete sie im Generalsekretariat des «Landesverbandes der Jüdischen Frauen für Palästina-Arbeit» und präsidierte von 1936 bis 1938 den «Bund der Schweizerischen Israelitischen Frauenvereine» (heute «Schweizer WIZO-Föderation»). Ab den 1930er-Jahren half sie mit, die «Jüdische Bibliothek» in Zürich aufzubauen. Im Zweiten Weltkrieg war sie in der jüdischen Flüchtlingshilfe aktiv. Später wirkte sie im Vorstand des «Vereins zur Erhaltung der Synagogen und des Friedhofs von Endingen und Lengnau» mit.
Aufgrund ihres breiten Wissens erhielt Guggenheim-Grünberg Anfragen aus der ganzen Welt, und sie hielt noch bis ins hohe Alter Vorträge. Obwohl sie sich selbst zum liberalen Flügel des Judentums rechnete, war ihr das Festhalten an der jüdischen Identität und den jüdischen Traditionen wichtig, und noch bis ins 90. Altersjahr erteilte sie Bibelkurse.

## Das Florence Guggenheim Archiv
Was Guggenheim-Grünberg in ihrem Leben gesammelt hatte, übergab sie schliesslich als «Florence Guggenheim Archiv zur Geschichte, Sprache und Volkskunde der Juden in der Schweiz und zur Genealogie der Surbtalerjuden» (FGA) der Israelitischen Cultusgemeinde Zürich. Dieses wurde zuerst im Rahmen einer Stiftung von Ralph Weingarten geführt und 2013 dem Staatsarchiv Aargau geschenkt.

## Werke
Ein Verzeichnis der Publikationen von Florence Guggenheim-Grünberg (unterteilt in: Geschichte, Genealogie, Sprache, Volkskunde) ist publiziert als Anhang (S. 40–46) von:
- Geist und Geld im Judendorf (= Beiträge zur Geschichte und Volkskunde der Juden in der Schweiz. Heft 12). Hrsg. vom Florence Guggenheim Archiv. Zürich 1981.

Die «Beiträge zur Geschichte und Volkskunde der Juden in der Schweiz» verfasste sie alle selbst:
- Heft 1: Die Sprache der Schweizer Juden von Endingen und Lengnau (1950)
- Heft 2: Aus einem alten Endinger Gemeindebuch. – Der Schutz- und Schirmbrief für die Judenschaft zu Endingen und Lengnau vom Jahre 1776 (1952)
- Heft 3: Pfarrer Ulrich als Missionar im Surbtal; ein Beitrag zur Judenmission im 18. Jahrhundert. Anhang: Das Institutum Judaicum in Halle (1953)
- Heft 4: Die ältesten Familien in Lengnau und Endingen – Beilage: Urfehdebrief eines Zürcher Juden aus dem Jahre 1385 (1954)
- Heft 5: Der Friedhof auf der Judeninsel im Rhein bei Koblenz (1956)
- Heft 6: Die Juden auf der Zurzacher Messe im 18. Jahrhundert (1957)
- Heft 7: Die Juden in der Schweiz. (Geschichtliches und Statistisches. Die Emanzipation der Juden in der Schweiz. Chronologische Übersicht über die Geschichte der Juden in der Schweiz bis 1939.) (1961 und erneut 1976; 1963 auch auf Französisch)
- Heft 8: Judenschicksale und «Judenschuol» im mittelalterlichen Zürich (1967)
- Heft 9: Die Torawickelbänder von Lengnau, Zeugnisse jüdischer Volkskunst (1967)
- Heft 10: Jiddisch auf alemannischem Sprachgebiet. 56 Karten zur Sprach- und Sachgeographie (1973)
- Heft 11: Wörterbuch zum Surbtaler Jiddisch. Die Ausdrücke hebräischen und romanischen Ursprungs. Einige bemerkenswerte Ausdrücke deutschen Ursprungs. Anhang: Häufigkeit und Arten der Wörter hebräisch-aramäischen Ursprungs (1976 und erneut 1983)
- Heft 12 – siehe oben.

Weitere wichtige Publikationen:
- The Horse Dealer’s Language of the Swiss Jews in Endingen and Lengnau. In: The Field of Yiddish. Studies of Language, Folklore and Literature. 1. Hrsg. von Uriel Weinreich. New York 1954, S. 48–62.
- Ein deutscher Urfehdebrief in hebräischer Schrift aus Zürich. In: Zeitschrift für Mundartforschung. 22, 1955, S. 207–214.
- Zur Phonologie des Surbtaler Jiddischen. In: Phonetica. 2, 1958, S. 86–108.
- Gailinger Jiddisch (= Lautbibliothek der deutschen Mundarten. Band 22). Göttingen 1961.
- Überreste westjiddischer Dialekte in der Schweiz, im Elsass und in Süddeutschland. In: For Max Weinreich on his Seventieth Birthday. Studies in Jewish Languages, Literature, and Society. London / Den Haag / Paris 1964, S. 72–81.
- Place Names in Swiss Yiddish. Examples of the Assimilatory Power of a Western Yiddish Dialect. In: The Field of Yiddish. Studies of Language, Folklore and Literature. 2. Hrsg. von Uriel Weinreich. Den Haag 1965, S. 147–157.
- Sprachen und schrieben die Zürcher Juden jiddisch zu Ende des 14. Jahrhunderts? In: Hermann-Josef Müller, Walter Röll (Hrsg.): Fragen des älteren Jiddisch. Kolloquium in Trier 1976. Vorträge (= Trierer Beiträge. Sonderheft 2). Universität Trier, Trier 1977, S. 2 f.
- Die Surbtaler Pferdehändlersprache. In: Zeitschrift für deutsche Philologie. 100, 1981, S. 43–55.

Schallplatte und Textheft:
- Surbtaler Jiddisch: Endingen und Lengnau. Anhang: Jiddische Sprachproben aus Elsaß und Baden. Bearbeitet von Florence Guggenheim-Grünberg (= Schweizer Dialekte in Text und Ton. In: Deutsche Schweiz. Heft 4). Huber, Frauenfeld 1966.

Ergänzt und zum Druck gebracht:
- Augusta Weldler-Steinberg: Geschichte der Juden in der Schweiz vom 16. Jahrhundert bis nach der Emanzipation. 2 Bände. Hrsg. vom Schweizerischen Israelitischen Gemeindebund. Zürich 1966 und 1970.